# Acianthus atepalus
Acianthus atepalus é uma espécie de orquídea terrestre pertencente à subtribo Acianthinae, endêmica do sudeste da Nova Caledônia. É planta anual, dotada de raizes compostas quase que exclusivamente por pares de pequenos tubérculos ovoides, com caules curtos e uma única folha basal disposta horizontalmente. A inflorescência comporta pequenas flores terminais ressupinadas de cores discretas, com sépalas e pétalas livres. O labelo é simples e plano, de tamanho muito diferente dos segmentos restantes. A coluna é delicada, sem apêndices acentuados, curvada próximo do ápice, apoda, com antera terminal e quatro polínias amarelas.